# Nádházy Péter
Nádházy Péter névvariáns : Nádházi (Budapest, 1959. február 13. –) magyar színész, rendező.

## Életpályája
A Magyar Rádió Gyermekkórusának volt tagja. A budapesti Madách Imre Gimnáziumban érettségizett. 1981-ben a Színház- és Filmművészeti Főiskola elvégzése után egy évadra a Szegedi Nemzeti Színházhoz szerződött. 1982 és 1988 között a zalaegerszegi Hevesi Sándor Színházban játszott. 1988 és 1994 között a Pécsi Nemzeti Színház tagja volt. Ezután 12 évig a Győri Nemzeti Színház művésze volt, közben 2001-től egy évet a Miskolci Nemzeti Színház társulatában töltött. 2002-től a Fogi Színházban 2014-től a szarvasi Cervinus Teátrumban is szerepel, de fellépett a leányfalui Szekér Színházban és határon túli magyar színházakban is. 
A prózai szerepei mellett zenés produkciók bonvivánjaként és táncos komikusaként is színpadra lépett, sőt operaénekesként is láthatták a színházkedvelők. Rendezéssel is foglalkozik.
Horváth Valériától született lánya: Eszter.

## Fontosabb színházi szerepei
- William Shakespeare: Cymbeline... Cloten, a királynő fia, előző férjétől
- William Shakespeare: Antonius és Kleopátra... Octavius Caesar
- William Shakespeare: Rómeó és Júlia... Benvolio, Montague unokaöccse, Romeo barátja
- William Shakespeare: Othello, a velencei mór... Montano
- Anton Pavlovics Csehov: Három nővér... Andrej Szergejevics Prozorov
- Anton Pavlovics Csehov: Cseresznyéskert... Gajev, Leonyid Andrejevics, Ranyevszkaja testvére
- Mihail Afanaszjevics Bulgakov: A Mester és Margarita... Afranius
- Mihail Afanaszjevics Bulgakov: Optimista komédia... Német sofőr
- Alekszandr Nyikolajevics Osztrovszkij: Vihar... Ványa Kudrjas, hivatalnok Gyikojnál
- Fjodor Mihajlovics Dosztojevszkij: Bűn és bűnhődés... Luzsin
- Borisz Leonyidovics Paszternak: Doktor Zsivago... Nyikolaj, Zsivágó nagybátyja
- Friedrich Schiller: Ármány és szerelem... Ferdinánd
- Friedrich Schiller: Don Carlos... Don Carlos, trónörökös
- Molière: Tartuffe... Valér, Mariane szerelme; Orgon
- Molière: Scapin, a nápolyi... Geronte
- Carlo Goldoni: Két úr szolgája... Florindo
- Carlo Goldoni: A szerelmesek... Roberto, egy úr
- Niccolò Machiavelli: Mandragóra... Ligurio
- Carlo Gozzi: Turandot, a kínai hercegnő... Tartaglia, első kancellár
- Alexandre Dumas – Várady Szabolcs: A három testőr... Athos
- Szophoklész: Antigoné... Haimon
- Szophoklész: Aiasz... Teukrosz (Agria Játékszín, Romkert)
- Giacomo Puccini: Bohémélet... Schaunard, zenész
- Giuseppe Verdi: Othello: Rodrigo
- Giuseppe Verdi: Rigoletto: Marullo
- Bertolt Brecht: Baal... Johannes Schmidt
- John Whiting: Az ördögök... De Laubardemont
- Percy Bysshe Shelley: A Cenci-ház... Andrea, Cenci szolgája
- Bernard Miles: Lakat alá a lányokkal... Hörpöli Herbert
- Karl Wittlinger: Ismeri a Tejutat?... A beteg
- Ivo Brešan: Paraszt Hamlet... Andra Skunce, falusi tanító, az előadás rendezője
- Karel Čapek: A végzetes szerelem játéka... Brighella, másnéven Zane
- Jaroslav Hašek: Švejk... Palivec, Foglár őrmester
- Dale Wasserman – Ken Kesey: Kakukkfészek... Scanlon
- Arthur Schnitzler: A Zöld Kakadu... Albin, Trémouille báró
- Karol Wojtyła: A Mi Urunk festője... Maks
- Valerij Brjuszov: A tüzes angyal... Érsek
- Grimm fivérek – Romhányi József: Csipkerózsika... Alvásmester
- Hans Christian Andersen: A kis hableány... Triton
- Alan Alexander Milne: Micimackó... Micimackó; Füles
- William Somerset Maugham: Csodálatos vagy, Júlia!... Tom
- Georges Feydeau: Bolha a fülbe... Rugby
- Joseph Kesselring: Arzén és levendula... Rooney hadnagy
- Abe Burrows – Cole Porter: Kánkán... Aristide Forrestier
- Alfonso Paso: Ön is lehet gyilkos... Enrique
- Paul Foster: Tom Paine, avagy a józan ész diadala... Elsőtiszt; Peane; Blake; Lambesc; Burke; Második szavazóbiztos; Kormányzó
- John-Michael Tebelak: Godspell avagy Isteni játék... Jeffrey
- John Webster: A fehér ördög... Marcello, Vittoria testvére, Francisco de Medici szolgálatában
- Brandon Thomas: Charley nénje... Sir Francis Topplebee, nyugalmazott indiai ezredes
- Massimo Dursi: Utazás Párizsba... Második unokaöccs
- Giulio  Scarnicci – Renzo Tarabusi: Kaviár és lencse... Alfonso Chioccia báró (Gózon Gyula Kamaraszínház)
- Fabio Storelli: A szent strici... Egnazio
- Bernardo Bibbiena: Calandria... Fannio, Santilla szolgája
- Vörösmarty Mihály: Csongor és Tünde... Csongor; Balga
- Jókai Mór A kőszívű ember fiai... Jenő
- Madách Imre: Az ember tragédiája...Catullus (VI. szín); Harmadik udvaronc (VIII., X. szín); Saint-Just (IX. szín); Nyegle (XI. szín)
- Katona József: Bánk bán... Biberach, egy lézengő ritter
- Katona József: Jeruzsálem pusztulása... Adiabeen, jeruzsálemi vitéz
- Szigligeti Ede: Liliomfi... Professzor Szilvai Tódor, oktató
- Teleki László: Kegyenc... Heracles, eunuch az udvarnál
- Hunyady Sándor: A három sárkány... Ifj. Csaholyi
- Lengyel Menyhért – Bartók Béla: A csodálatos mandarin... szereplő
- Balázs Béla – Bartók Béla: A kékszakállú herceg vára... szereplő
- Balázs Béla – Bartók Béla: A fából faragott királyfi... szereplő
- Kodály Zoltán: Székelyfonó... Fiatal legény
- Nóti Károly – Zágon István: Hyppolit a lakáj... Nagy András
- Bakonyi Károly – Szirmai Albert – Gábor Andor: Mágnás Miska... Baracs
- Bródy Sándor: A medikus... János, medikus (Gárdonyi Géza Színház)
- Krúdy Gyula – Kapás Dezső: A vörös postakocsi... Csalódott férfi Steinnénál
- Molnár Ferenc: Játék a kastélyban... Turai (drámaíró)
- Mikszáth Kálmán: A Noszty fiú esete Tóth Marival... Pázmér, doktor
- Móricz Zsigmond: Rokonok... Polgármester
- Füst Milán: IV. Henrik... Máté
- Hubay Miklós: A túsz-szedők...Oresztész
- Mészöly Miklós: Az ablakmosó... Tomi
- Örkény István: Macskajáték... Józsi
- Görgey Gábor: Komámasszony, hol a stukker?... A Méltóságos
- Békés Pál: Pincejáték...	Zoltán
- Kamondy László: Lány az aszfalton... Imre
- Fekete István : Vuk... Sut
- Hervé: Nebáncsvirág... Celestin, a zárdában orgonista
- Johann Strauss: A cigánybáró... Ottokár, Zsupán fia
- Franz Schubert: Három a kislány... Nowotny
- Kálmán Imre: Marica grófnő... Török Péter
- Kálmán Imre: A cirkuszhercegnő... Tóni, Slukkné fia
- Ábrahám Pál: Bál a Savoyban... Pomerol
- Lehár Ferenc: Víg özvegy... St. Brioche
- Lehár Ferenc: Cigányszerelem... Jonel, Zórika vőlegénye, bonviván
- Huszka Jenő: Mária főhadnagy... Jancsó
- Huszka Jenő: Gül Baba... Mujkó, muzsikás cigány
- Huszka Jenő: Bob herceg... szereplő
- Huszka Jenő: Lili bárónő... Malomszegi báró
- Moravetz Levente – Fillár István: Noé... Noé
- Forgách András: Gyere, Josephine... Kísérő; Úr; Pepitó; Fiú
- Sárosi István: A húszmilliomodik év... Dide, azaz Kosztolányi Dezső, Csáth unokabátyja
- Kós Károly – Száraz György: I. István, az országépítő... Vecelin, comes; Magyar főúr; Kijevi követ	(Kőszegi Várszínház)
- Bálint Ágnes – Bor Viktor: Kukori és Kotkoda... Kukori
- Rigó Béla: Mézga Géza...Mézga Géza
- Bodó Béla: Brumi... Dagi
- Presser Gábor – Horváth Péter – Sztevanovity Dusán: A padlás... Barrabás, B. Barrabás, a gengszter; Révész, aki csak külsőleg azonos Barrabással
- Peter Karvaš: Szgorúan tilos!... Apa
- Belinszki Zoltán – Gulyás Levente: Csodaszarvas... Nimród
- Soóky László: Dögölj meg, drágám!... Ádám
- Tennessee Williams: Macska a forró bádogtetőn... Big Daddy
- Eisemann Mihály – Zágon István: Fekete Péter... Gaston Auriel
- William Somerset Maugham – Nádas Gábor – Szenes Iván: Imádok férjhez menni... Raham, ügyvéd

## Filmek, tv
- Shakespeare: Cymbeline (színházi előadás tv-felvétele, 1982)
- Fazekak (1982)
- Kisváros (sorozat, 1993)
- Hacktion: Újratöltve (sorozat, 2013) ... Kalmár
- Hazatalálsz (sorozat, 2023) ... Baki Gábor

## Rendezéseiből
- Micimackó meséi
- Vuk
- A kis hableány
- Szaffi
- Az oroszlánkirály meséje
- Az Ezüstmackó
- Krampusz Karácsonya
- Háry János
- A nagy ho-ho-ho horgász
- Robin Hood
- Mézga Géza
- Húsvéti tojást vegyenek
- Brumi

## Díjai, elismerései
- Avant Scene Különdíja (Arezzói Nemzetközi Színházi Fesztivál, 1982) - Az Utazás Párizsba című produkcióban
- Forgács Gyűrű (1986)
- Szarvas Város Közművelődéséért díj (2018)